# Чаплин, Сид
Сид Ча́плин (англ. Sid Chaplin; 20 сентября 1916 года, Шилдон, графство Дарем, Великобритания — 11 января 1986 года, Ферихилл, графство Дарем, Великобритания) — британский писатель и общественный деятель.

## Биография
Чаплин родился в семье потомственных шахтёров, которая жила небогато. С детства будущий писатель видел вокруг себя людскую бедность, тяжёлый труд, безработицу. Позднее эти черты жизни нашли отражение в его литературных произведениях. 
С 15 лет начал работать: был помощником шахтёра, кузнецом, но очень хотел учиться и поступил в вечернюю школу. Учился в Ассоциации образования рабочих при Университете Дарема (1932—1946). В 1939 году закончил рабочий колледж Fircroft College for Working Men в Бирмингеме. Некоторое время занимался общественной работой. В 1943—1945 годах был секретарём местного отделения Федерации шахтёров Великобритании. 
Благодаря хорошему образованию, в 1950 году Чаплин смог оставить работу на шахтах и полностью посвятить себя литературной работе. Он начал сотрудничать в издании Национального совета по углю Coal («Уголь») и писать для The Guardian, где с 1963 года завёл собственную колонку Northern Accent, писал очерки и рассказы. 
Его творчество предваряло «рассерженных молодых людей» и таких авторов социального реализма «кухонной мойки», как Алан Силлитоу и Стэн Барстоу. Первое литературное признание получил в жанре рассказов, получив Атлантическую премию по литературе 1946 года за сборник «Прыгучий парень» (The Leaping Lad). Позднее написал несколько произведений, относящихся к категории «рабочего романа», в которых Чаплин поднял острые социальные и философские вопросы XX века. Его романы «День сардины» (The Day of the Sardine, 1961) и «Соглядатаи и поднадзорные» (The Watchers and the Watched, 1962) стали классикой «рабочего экзистенциализма».
Умер 11 января 1986 года от сердечного приступа. Посмертный сборник его произведений вышел в следующем году.

## Произведения
- «День сардины» (1961), роман
- «Соглядатаи и поднадзорные» (1962), роман
- «Моя душа вопиёт» (1951), роман
- «Алебастровые копи» (1971), роман
- «Дерево с румяными яблоками» (1972), роман
- «Дядюшка-холостяк и другие рассказы» (1980), сборник рассказов
- «Загородные ребята», рассказ
- «Битки на пасху», рассказ
- «Вечная память Лэмберту», рассказ
- «Караван к Солнцу», рассказ
- «Королевский наряд», рассказ
- «Медная пушка», рассказ
- «Морская роза», рассказ
- «Серый», рассказ
- «Диплом спасателя», рассказ
- «Сэм поутру» (1965), роман
- «Большая комната» (1960), роман
- «Тонкий шов» (1949, 1968), роман
- «Запах воскресного обеда» (1971), эссе
- «В Рождество утром» (1978), рассказ
- "На перевале", рассказ
- "Гордость павлина", рассказ
- "Бродяга", рассказ
- «Во время ежевики», сборник рассказов (1987, издан посмертно)

## Переводы на русский язык
- Сид Чаплин. Соглядатаи и поднадзорные. — М.: Молодая гвардия, 1970. — 344 с.
- Сид Чаплин. День сардины. — М.: Молодая гвардия, 1964. — 320 с.
- Сид Чаплин. Тонкий шов. — М.: Известия, 1983. (Библиотека журнала Иностранная литература.) — 128 с.